# Biton fessanus
Biton fessanus är en spindeldjursart som beskrevs av Roewer 1933. Biton fessanus ingår i släktet Biton och familjen Daesiidae. Inga underarter finns listade.